# 港本町 (名古屋市)
港本町（みなとほんまち）は、名古屋市港区の地名。

## 歴史

### 沿革
- 1925年（大正14年）4月1日 - 南区築地の一部により、同区港本町として成立する[2]。
- 1928年（昭和3年）3月1日 - 一部が南区海岸通に編入される[2]。
- 1937年（昭和12年）10月1日 - 港区編入に伴い、同区港本町となる[2]。
- 1973年（昭和48年）10月20日 - 一部が港区浜一丁目および浜二丁目・入船一丁目にそれぞれ編入される[2]。
- 1974年（昭和49年）12月9日 - 港区名港一丁目および名港二丁目・浜一丁目および浜二丁目・西倉町・港町・入船二丁目にそれぞれ編入され消滅[2]。